# Redone
Il Redone è un torrente della Lombardia che scorre nelle province di Brescia e Mantova. Nasce presso la località Lavagnone tra Lonato e Desenzano del Garda e confluisce dopo 25 km da destra nel Mincio a Monzambano, dopo aver attraversato il territorio dei comuni di Desenzano del Garda, Lonato, Solferino, Pozzolengo, Ponti sul Mincio e Monzambano.